# Erik Rudeng
Erik Rudeng, född 1946, är en norsk historiker, direktör vid Norsk Folkemuseum.
Han har utgivit biografier över två norska aktörer i unionsupplösningen 1905, Sjokoladekongen (1989) och William Nygaard (1997). Han har även skrivit en artikel i Union & secession (2000).